# 馬日磾
馬日磾（145年前—194年），字翁叔，扶風茂陵人。經學大師馬融族孙，一作族子。官至太傅。

## 生平
馬日磾年輕時已傳承了馬融的學說，並且以才學入仕朝廷。在東漢曾任諫議大夫，並與議郎盧植、蔡邕、楊彪等一同在東觀典校官藏的《五經》記傳，並補續《東觀漢記》。後來轉任光祿大夫。初平二年（191年）轉任太尉。
初平三年（192年），司徒王允與呂布等殺死董卓，蔡邕因董卓被殺而嘆息，惹怒王允將他收捕下廷尉，士大夫大多都嘗試拯救但不果，馬日磾向王允勸說：「蔡邕是曠世逸才，並且熟知兩漢的事，應該讓他繼續修史，以為一代大典。而且蔡邕一向以忠孝著名，而現在他沒有犯甚麼罪名，這樣誅殺會令人民失望。」但王允卻辯駁：「當日漢武帝沒有殺司馬遷，令他寫了毀謗的書（史記）並流傳後世。現在東漢衰落，四處都有征戰，不可以讓佞臣在幼主（漢獻帝）身邊寫史書。不但無益於皇帝的聖德，更令我們等人遭到他的非議。」馬日磾亦向人稱王允殺蔡邕斷絕史書寫作是滅掉國紀、廢棄國典，並認為他不會在位太久。
同年，原董卓部將李傕等人攻陷長安，殺死主政的王允並把持朝政；馬日磾轉任太傅，錄尚書事。一個月後與太僕趙岐持節安撫天下，順道拜授袁術為左將軍、陽翟侯及假節。馬日磾到了壽春後多次有求於袁術，於是袁術輕侮馬日磾，借故向他取符節觀看後搶奪不還，並促他徵辟其麾下將士。馬日磾見不能索回符節，於是要求離去，但又被袁術阻止，試圖強逼馬日磾任其軍師。馬日磾因符節被搶感到屈辱，於興平元年（194年）在壽春憂憤嘔血而死。死後被孔融指責其欲拉攏袁術負有過失以致引禍上身，因此未獲得朝廷加禮。

## 家族

### 父族
- 馬援
- 馬融

### 親族
- 馬騰